# Hamburg-Neugraben-Fischbek

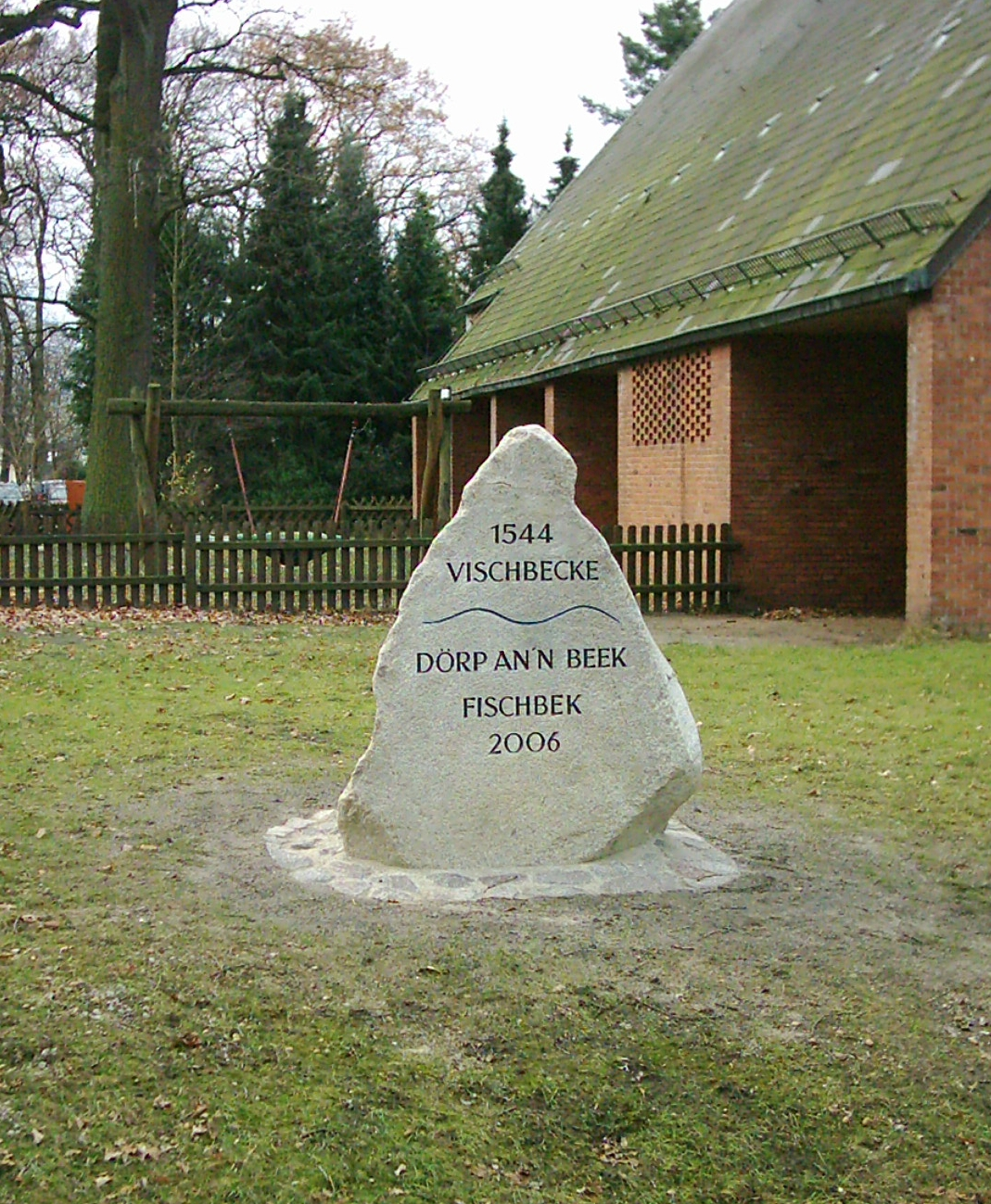
Gedenksteen 1544-2006

Neugraben-Fischbek is het verst naar het zuidwesten gelegen stadsdeel van Hamburg. Het behoort tot het district Harburg.

## Geografie
Neugraben-Fischbek grenst in het noordwesten aan het stadsdeel Neuenfelde, in het noordoosten aan Francop, in het oosten aan Hausbruch en in de andere richtingen aan de landkreis Harburg. Ten zuiden van de plaats Waldfrieden ligt de Hasselbrack, met zijn 161 meter het hoogste punt van Hamburg.

## Geschiedenis
Fischbek wordt voor het eerst genoemd in 1544 als Vischbecke ; het ontleent zijn naam aan een beekje met een rijke vispopulatie. Het dorp Neugraben (nadruk op de tweede lettergreep) ontstond rond 1510 als Niegraben en werd voor het eerst op een kaart getoond in 1577. De "nieuwe sloot", in opdracht van hertog Otto I. von Harburg, moest het landschap ontwateren en dienen als kanaal voor last- en turfschuiten. Het ging over in de Falkenbek en vormde de westgrens van het hertogdom Harburg. De grens ging toen verder door de Harburger Berge over de Moisburger Stein. In het westen sloot het Amt Moisburg van het hertogdom Braunschweig-Lüneburg daarop aan. De Falkenbek heet nu Scheidebach en verdeelde Neugraben tot 1937 in een Harburgs en een Moisburgs deel.
Neugraben, aan de oostzijde en Fischbek aan de westzijde, waren tot 1937 onafhankelijke gemeenten in de Pruisische Landkreis Harburg. Bij de Groot-Hamburg-wet werden zij samen in Hamburg opgenomen. Er zijn dus twee historische dorpskernen.

### Officierenkamp
Van mei 1941 tot mei 1945 stond in Fischbek de Oflag X D voor krijgsgevangenen van de Wehrmacht.

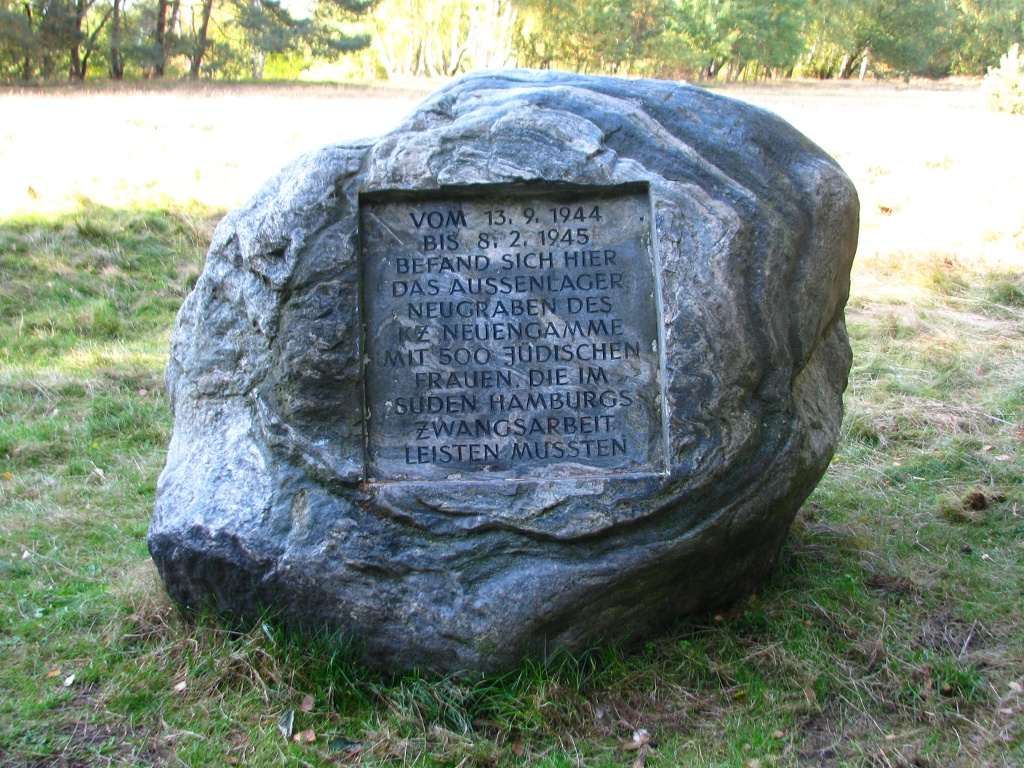
Gedenksteen in het voormalige buitenkamp van concentratiekamp Neuengamme

### Concentratiekamp
Van 13 september 1944 tot 1945 was er een buitenkamp van het concentratiekamp Neuengamme in Neugraben. Er werden 500 Tsjechisch-joodse vrouwen gevangen gehouden die uit het vernietigingskamp Auschwitz-Birkenau kwamen. Ze werden gebruikt om de nederzetting Falkenberg te bouwen.

### Röttiger-kazerne
De Panzer Kaserne Fischbek werd voor de Duitse Wehrmacht gebouwd in 1937-1944. Na het einde van de oorlog nam het Britse leger het terrein over. Nadat deze het verliet, werd het vanaf april 1948 gebruikt door de sociale dienst van Hamburg. De kazerne zelf werd in 1959 overgenomen door de Bundeswehr en omgebouwd en uitgebreid tot het grootste kazernegebied van Hamburg. In 2005 werd de kazerne definitief gesloten als onderdeel van de inkrimping van de Bundeswehr.

## Bevolkingsontwikkeling
In tegenstelling tot de trend in Hamburg daalde het aantal inwoners tussen 2000 tot 2010, maar neemt sindsdien weer toe.

## Statistiek
- Minderjarigen: 19,7% [Hamburgs gemiddelde: 16,3% (2017)].[3]
- Ouderen: 20,4% [Hamburgs gemiddelde: 18,2% (2017)].[4]
- Aandeel buitenlanders: 17,2% [Hamburgs gemiddelde: 17,1% (2017)].[5]
- Werkloosheidscijfer: 6,2% [Hamburgs gemiddelde: 5,2% (2017)].[6]

Het gemiddelde jaarinkomen in 2013 bedraagt in Neugraben-Fischbek: 31.101 euro, het Hamburgse gemiddelde is 39.054 euro.

## Religie

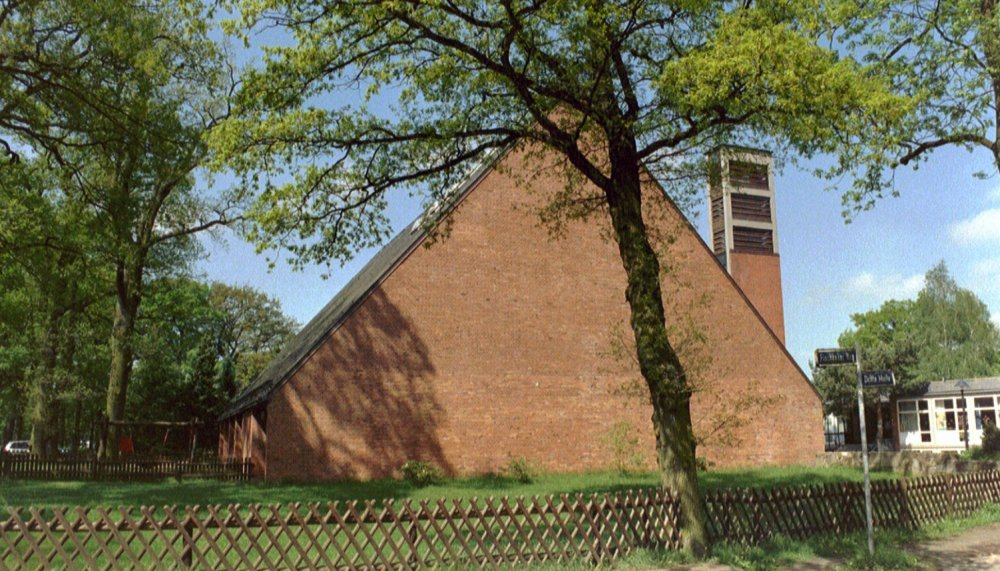
Ev.-Luth. Corneliuskerk Hamburg-Fischbek

Er is een Evangelisch-Lutherse kerk in Fischbek (Corneliuskerk) en een in Neugraben (Michaeliskerk).

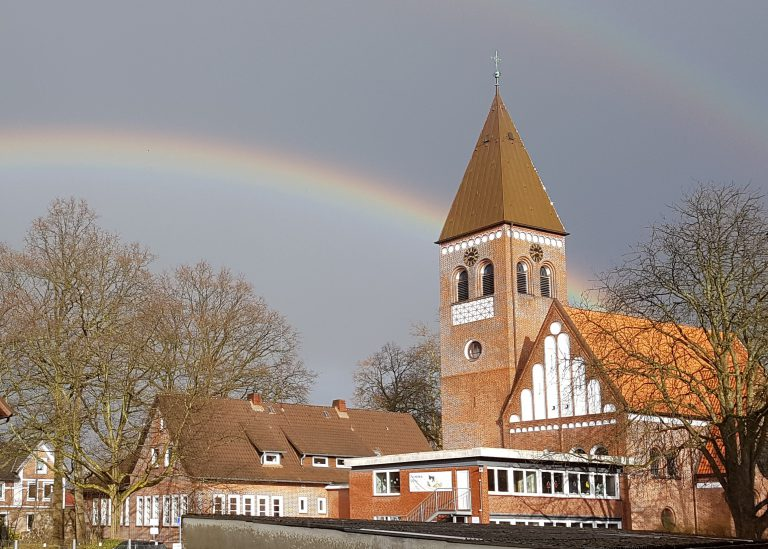
Ev.-Luth. Michaeliskirche Hamburg-Neugraben

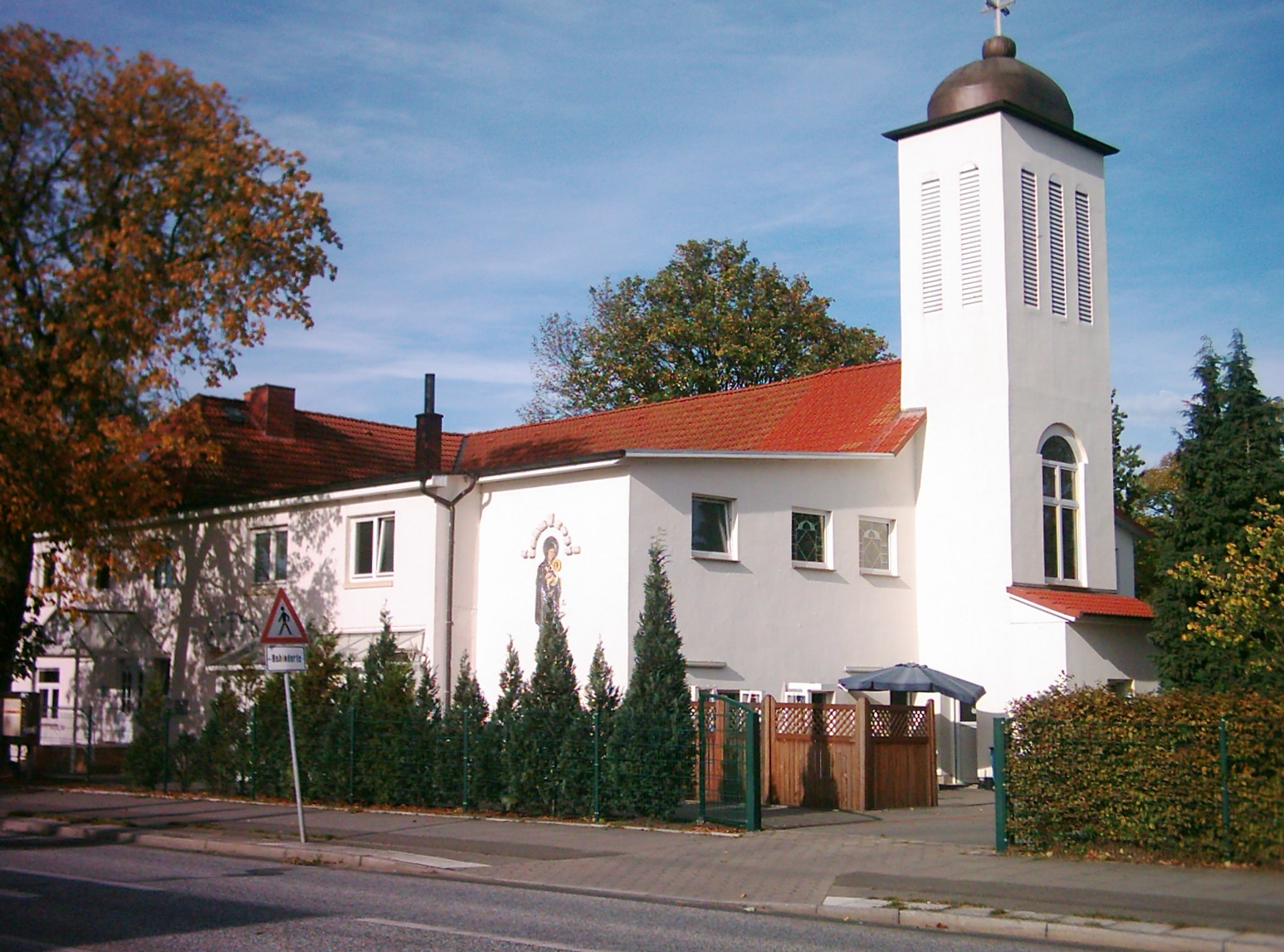
St. Dimet-kerk

 Daarnaast een katholieke parochie (Heilig-Kruis-Kerk), een pinkstergemeente (Freie Gemeinde Neugraben), een Oekraïens-katholieke Allerheiligenkerk, een Syrisch-orthodoxe kerk gewijd aan Sint Dimet, een nieuw-apostolische gemeente en een moskee in een voormalig restaurant.

## Infrastructuur
IBA Hamburg GmbH heeft namens de stad Hamburg verschillende bouwprojecten in Neugraben-Fischbek geïnitieerd en begeleid. Dankzij de perifere ligging en de nabijheid van lokale recreatie- en natuurgebieden zoals de Harburger Berge en de heide, moest het stadsdeel een plek worden voor 'natuurverbonden wonen'.
De drie nieuwe ontwikkelingsgebieden zijn "Vogelkamp Neugraben", "Fischbeker Heidbrook" en "Fischbeker Reethen".
De woonwijk "Vogelkamp Neugraben" werd gebouwd tussen het S-Bahn-station Neugraben en het vogelreservaat Moorgürtel : in totaal circa 1.500 woningen in een mix van eengezins-, rij- en koppelwoningen en kleinschalige meergezinswoningen.
In 2014 begon de bouw van de woonwijk "Fischbeker Heidbrook" op de 54 hectare van de voormalige Röttiger-kazerne met circa 1.200 woningen.
In 2016 werd de woonwijk "Fischbeker Reethen" gepresenteerd. Op 70  hectaren komt een mix van rijtjes-, een- en meergezinswoningen, samen circa 2.000 woongelegenheden. De Nederlandse stedenbouwkundige Kees Christiaanse won de stedenbouwkundige en landschapsontwerpwedstrijd. Commerciële gebouwen zijn gepland als geluidswerende constructies langs de S-Bahn-lijn.
Huurprijzen en vastgoedprijzen liggen op een lager niveau dan het Hamburgse gemiddelde, maar afhankelijk van de locatie zijn er grote verschillen binnen het stadsdeel.

## Verkeer
De B73 loopt door Neugraben. Het is 3 km tot de A7. De A26 ten noorden van Neugraben-Fischbek is in aanbouw.
Sinds 11 november 1881 loopt de spoorlijn van Hamburg-Harburg naar Cuxhaven (Niederelbebahn) door Neugraben. Deze lijn wordt sinds december 2018 uitgebaat door Regionalverkehr Start Deutschland. Het station heette eerst gewoon Neugraben, maar ten gevolge van de Groot-Hamburgwet werd het op 1 april 1938 omgedoopt naar Hamburg-Neugraben. Sinds 1984 is dit station eindpunt van de lijnen S3 en S31 van de S-Bahn Hamburg. Het station werd daarvoor volledig omgebouwd. Vanaf hier exploiteerden de spoorwegen en transportbedrijven Elbe-Weser een verbinding naar Bremerhaven. Vanaf eind 2007, rijdt de S-Bahn met converteerbare tweestroomtreinen tot Stade. Hiervoor werd ook een nieuwe halte: Hamburg-Fischbek geopend. Met de uitbreiding van de S-Bahn werd het regionale treinverkeer in Neugraben stopgezet, het hiervoor gebruikte perron aan sporen 4 en 5 werd gesloten.
De markt van Süderelbe vindt plaats op dinsdag, donderdag en zaterdag. Er zijn ook veel andere winkels en twee grote supermarkten.
Er zijn ook twee hotels in de buurt, het "Deutsche Haus" en het "Scheideholzer Hof".
Deutsche Post AG exploiteert een van zijn 82 postcentra in Neugraben.

## Onderwijsinstellingen
In Neugraben-Fischbek zijn er 5 basisscholen, 3 middelbare scholen en een speciale school:
- Basisschool Neugraben, met meer dan 340 jaar een van de oudste scholen in Hamburg
- Basisschool Am Johannisland
- Basisschool Schnuckendrift
- Basisschool Ohrnsweg
- Katholieke School Neugraben (in uitdoving, accepteert geen studenten meer)
- Wijkschool Fischbek-Falkenberg
- Wijkschool Süderelbe
- Süderelbe middelbare school
- Regionaal opleidings- en adviescentrum (ReBBZ) Süderelbe.

## Bezienswaardigheden

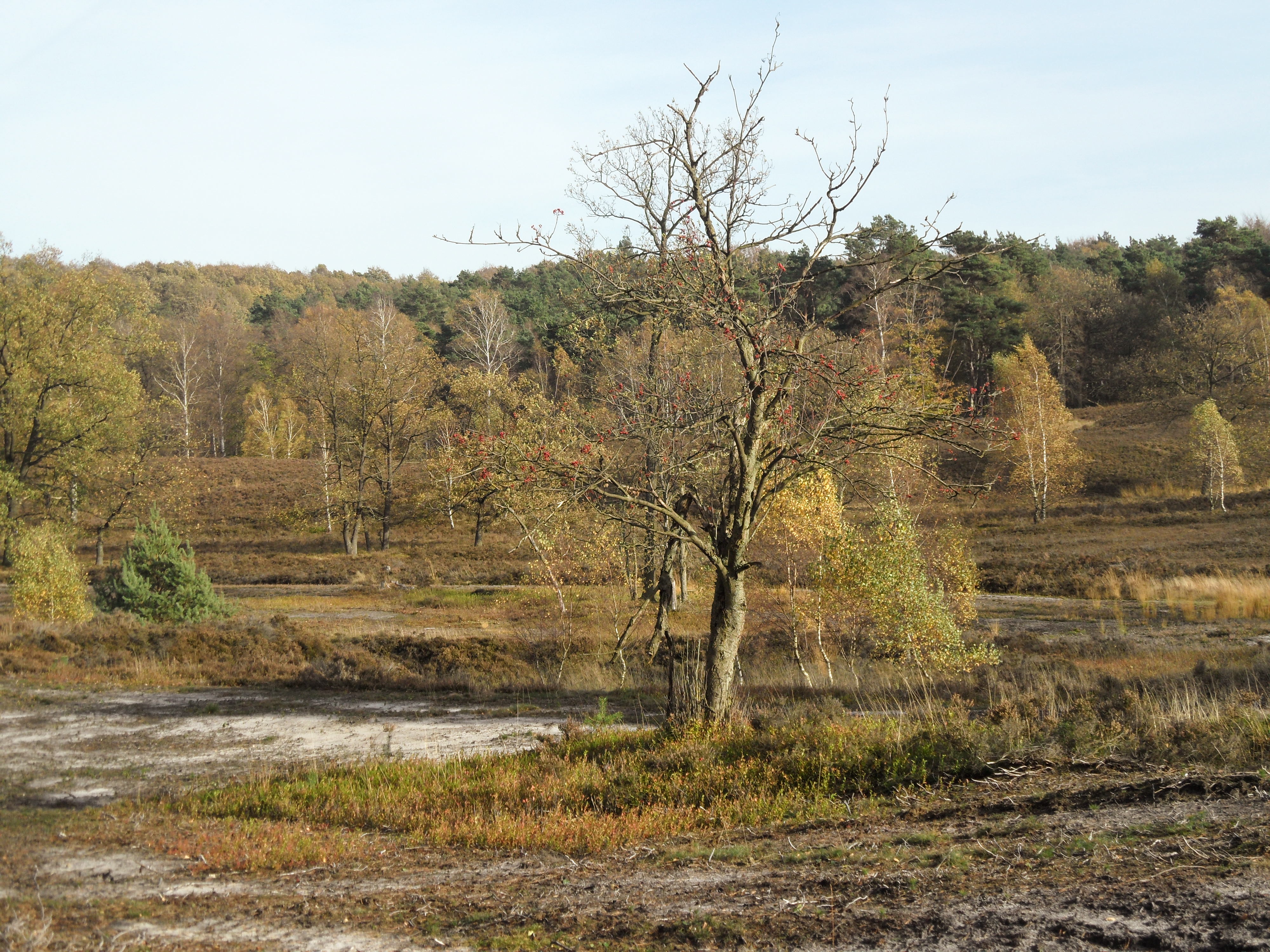
Fischbeker Heide (1)
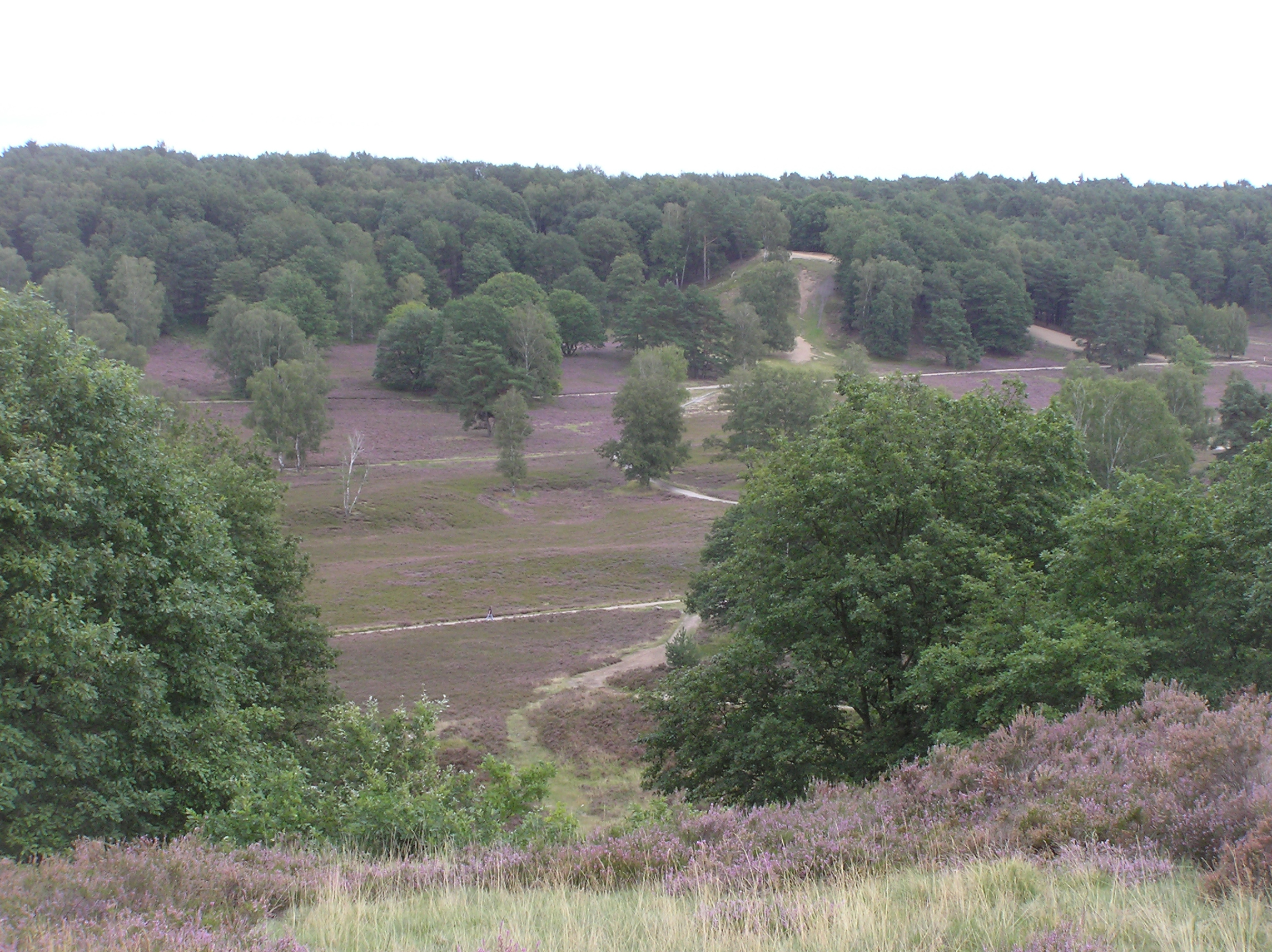
Fischbeker Heide (2; zgn.Trockental (droog dal))

Fischbek omvat ook het natuurreservaat Fischbeker Heide, dat na de Lüneburger Heide. het grootste heidegebied van Duitsland is. Daar bevindt zich ook het Fischbektal, de bedding van de rivier de Fischbek, die rond 1930 door drinkwaterwinning opdroogde. 
Het archeologische wandelpad in de Fischbeker Heide werd in 1975 aan het publiek voorgesteld door het Helms Museum. Het omvat de grootste groep grondmonumenten die bovengronds in Hamburg zichtbaar is. Op 11 stations worden op borden bodemmonumenten toegelicht die zijn ontstaan van het Neolithicum tot de IJzertijd.
In het noorden van Fischbek ligt het natuurreservaat Moorgürtel, moerassige uitlopers van het Altes Land. Het is een van de laatste toevluchtsoorden voor de bedreigde kwartelkoning. Het is een EU-vogelreservaat.
Altenwerder · Cranz · Eißendorf · Francop · Gut Moor · Harburg · Hausbruch · Heimfeld · Langenbek · Marmstorf · Moorburg · Neuenfelde · Neugraben-Fischbek · Neuland · Rönneburg · Sinstorf · Wilstorf